# Moonlit Floor (Kiss Me) (cântec de LISA)
„Moonlit Floor (Kiss Me)”, intitulat inițial  Moonlit Floor”, este o melodie a rapperului și cântăreței thailandeze LISA . A fost lansat prin LLOUD și RCA Records pe 3 Octombrie 2024, ca al treilea single de pe albumul ei de studio de debut, Alter Ego (2025). Este o piesă nu-disco și dance-pop al cărei refren interpolează „Kiss Me” a lui Sixpence None the Richer . 
Piesa a primit critici pentru că este un remake al „Kiss Me” și a fost considerată lipsită de strălucire în comparație cu originalul. A atins vârful pe locul 24 în Billboard Global 200 și a ajuns în primele zece din Malaezia, Singapore și Taiwan. Un videoclip de performanță regizat de Raja Virdi a fost lansat pe 9 Octombrie pe canalul de YouTube al lui LLOUD, în care LISA a interpretat melodia cu o trupă live. Ea a debutat melodia înainte de lansare la Global Citizen Festival și a interpretat-o, de asemenea, la Victoria's Secret Fashion Show și Amazing Thailand Countdown 2025.